# Municipio de Goshen (condado de Clermont)
El municipio de Goshen (en inglés: Goshen Township) es un municipio ubicado en el condado de Clermont en el estado estadounidense de Ohio. En el año 2010 tenía una población de 15505 habitantes y una densidad poblacional de 174,91 personas por km².

## Geografía
El municipio de Goshen se encuentra ubicado en las coordenadas 39°13′49″N 84°9′38″O / 39.23028, -84.16056. Según la Oficina del Censo de los Estados Unidos, el municipio tiene una superficie total de 88.64 km², de la cual 88.29 km² corresponden a tierra firme y (0.4%) 0.36 km² es agua.

## Demografía
Según el censo de 2010, había 15505 personas residiendo en el municipio de Goshen. La densidad de población era de 174,91 hab./km². De los 15505 habitantes, el municipio de Goshen estaba compuesto por el 96.78% blancos, el 0.89% eran afroamericanos, el 0.21% eran amerindios, el 0.44% eran asiáticos, el 0.02% eran isleños del Pacífico, el 0.26% eran de otras razas y el 1.39% pertenecían a dos o más razas. Del total de la población el 1.37% eran hispanos o latinos de cualquier raza.